# Dietmar Schabacker
Dietmar Schabacker (* 26. Januar 1949 in Weißenburg in Bayern) ist ein ehemaliger deutscher Fußballspieler.

## Karriere
Dietmar Schabacker spielte ab 1972 mit dem 1. FC Nürnberg in der Regionalliga, bis zur Einführung der 2. Bundesliga absolvierte er 56 Spiele und erzielte zwei Tore. In der zweiten Liga absolvierte er 36 weitere Spiele für den Club. Zur Saison 1975/76 wechselte Schabacker zu Darmstadt 98. Unter Trainer Lothar Buchmann gelang Schabacker mit Darmstadt in der Saison 1977/78 der Gewinn der Meisterschaft in der Südstaffel, der zweiten Bundesliga. Damit war der Aufstieg in die Bundesliga perfekt. Nach einem Jahr in der Bundesliga, in der Darmstadt als Tabellenletzter direkt wieder abstieg, endete Schabackers Karriere.